# Meryl Fernandes
Meryl Glynis Fernandes es una actriz inglesa, conocida por interpretar a Afia Khan en la serie EastEnders.

## Biografía
Es hija de Harold Fernandes y de Ghislaine Fernandes.
En 2000 entrenó en el Millennium Performing Arts.

## Carrera
Ha aparecido en obras de teatro y musicales, como The Lion of Punjab, A Small Town Anywhere, Oliver! y Il Mondo Della Luna, entre otras.
En 2008 apareció en un episodio de la serie Doctor Who e interpretó a Jot en la criticada serie para Youtube Living With the Infidels. Ese mismo año interpretó a Sara en la película Dis/Connected. En 2009 apareció como invitada en series como Minder y en Demons, donde interpretó a Amber Selway. El 29 de diciembre de 2009, se unió a la exitosa serie británica EastEnders, donde interpretó a Afia Khan-Masoood hasta el 7 de junio de 2012.

## Filmografía[3]
Series de televisión
| Año         | Título     | Personaje     | Notas                           |
| ----------- | ---------- | ------------- | ------------------------------- |
| 2013        | Doctors    | Khali Akbar   | episodio "Where the Truth Lies" |
| 2009 - 2012 | EastEnders | Afia Khan     | 110 episodios                   |
| 2009        | Minder     | Roxy Robinson | episodio "In Vino Veritas"      |
| 2009        | Demons     | Amber Selway  | episodio "They Bite"            |
| 2008        | Doctor Who | Estudiante    | episodio "The Poison Sky"       |

Películas
| Año  | Título                   | Personaje | Notas                                             |
| ---- | ------------------------ | --------- | ------------------------------------------------- |
| 2010 | Ashes                    | Amisha    | corto - junto a Annie Cooper & Abhin Galeya       |
| 2009 | Living with the Infidels | Jot       | junto a Shobna Gulati                             |
| 2008 | Dis/Connected            | Sara      | corto - junto a Holliday Grainger & Bradley James |

Teatro
| Año  | Obra                        | Personaje       | Director (a)     | Teatro              |
| ---- | --------------------------- | --------------- | ---------------- | ------------------- |
| 2007 | The Man Of Mode             | Harriet         | -                | National Theatre    |
| 2007 | A Matter of Life and Death  | Enfermera       | -                | National Theatre    |
| 2007 | A Small Town Anywhere       | Samaritana      | Tassos Stevens   | National Teathre    |
| 2007 | Who Asked You?              | Deborah Smith   | -                | Arcola Theatre      |
| 2006 | The Lion of Pubjab          | Jindan          | Darren Mc'illroy | -                   |
| 2005 | The Far Pavilions (musical) | Anjuli          | -                | Shaftesbury Theatre |
| 2003 | Il Mondo Della Luna (opera) | Bailarina       | -                | -                   |
| 2003 | Sleeping Beauty             | Sleeping Beauty | -                | -                   |
| 1996 | Oliver! (musical)           | Empleada        | -                | -                   |